# Shosanbetsu, Hokkaidō
Shosanbetsu (初山別村 Shosanbetsu-mura) là ngôi làng thuộc huyện Tomamae, phó tỉnh Rumoi, Hokkaidō, Nhật Bản. Tính đến ngày 1 tháng 10 năm 2020, dân số ước tính ngôi làng là 1.080 người và mật độ dân số là 3,9 người/km2. Tổng diện tích ngôi làng là 279,5 km2.